# Arrest Franse Visserij
Franse Visserij, of Commissie/Frankrijk (HvJ EG 12 juli 2005, ECLI:EU:C:2005:444) is de roepnaam van een arrest van het Hof van Justitie van de Europese Gemeenschappen gewezen op 12 juli 2005, inzake een boeteprocedure van de Commissie van de Europese Gemeenschappen tegen de Franse Republiek. Het arrest heeft betrekking op de vraag of in het kader van dezelfde procedure op grond van artikel 228(2) EG-Verdrag (thans art. 260(2) VWEU) zowel een dwangsom als een forfaitaire som kan worden opgelegd.

## Feiten en procesverloop
In een eerdere inbreukprocedure had het Hof van Justitie een verklaring voor recht afgegeven dat de Franse Republiek, "door van 1984 tot 1987 niet te zorgen voor een controle die de naleving waarborgt van de communautaire technische maatregelen voor de instandhouding van de visbestanden als voorzien in 's Raads verordeningen (EEG) nrs. 171/83 van 25 januari 1983 en 3094/86 van 7 oktober 1986" haar verplichtingen inzake de controle op visserijactiviteiten niet is nagekomen. Bij brief van 8 november 1991 heeft de Commissie de Franse regering verzocht haar de maatregelen mede te delen die waren genomen ter uitvoering van het arrest. Op 22 januari 1992 hebben de autoriteiten van de republiek geantwoord dat zij "al het mogelijke deden om in overeenstemming te handelen met de communautaire bepalingen".
Tijdens enkele controles bij Franse havens hebben inspecteurs van de Commissie evenwel de autoriteiten erop gewezen dat, hoewel de situatie verbeterd was, de controle op verschillende punten tekortschoten. Na de Franse Republiek te hebben uitgenodigd opmerkingen te maken, heeft de Commissie op 17 april 1996 een met redenen omkleed advies uitgebracht, waarin zij constateerde dat het arrest naar aanleiding van de inbreukprocedure niet was uitgevoerd, onder meer doordat de controle ontoereikend was, waardoor verkoop van ondermaatse vis mogelijk was.
Na enkele briefwisselingen besloot de Commissie een boeteprocedure aanhangig te maken bij het Hof van Justitie. Daar vorderde zij onder meer "de Franse Republiek te veroordelen om aan de Commissie (...) een dwangsom te betalen van 316 500 EUR per dag vertraging bij de tenuitvoerlegging van de maatregelen die nodig zijn om zich te voegen naar genoemd arrest Commissie/Frankrijk (...)".

## Beoordeling door het Hof
Het Hof overwoog ten aanzien van de gestelde niet-nakoming :

Gezien de door de Commissie uitvoerig gedocumenteerde feiten en omstandigheden is de door de Franse regering verschafte informatie (...) niet voldoende substantieel om aan te tonen dat de maatregelen die zij op het gebied van de vervolging van overtredingen van de visserijvoorschriften heeft genomen, zo effectief, evenredig en afschrikkend zijn dat zij daarmee heeft voldaan aan haar verplichting om de effectiviteit van de communautaire regeling voor de instandhouding en het beheer van de visbestanden te verzekeren.
Derhalve moet worden vastgesteld dat de Franse Republiek, zowel bij het verstrijken van de in het aanvullende met redenen omkleed advies van 6 juni 2000 gestelde termijn als op de datum dat het Hof de hem voorgelegde feiten heeft onderzocht, door niet ervoor te zorgen dat overtredingen van de voorschriften voor de visserij werden vervolgd overeenkomstig de in de communautaire bepalingen gestelde eisen, niet alle maatregelen had genomen die noodzakelijk waren ter uitvoering van het arrest van 11 juni 1991, Commissie/Frankrijk, en dus de verplichtingen niet was nagekomen die op haar rustten krachtens artikel 228 EG.
— rechtsoverwegingen 73 en 74 van het arrest

Naar aanleiding van deze constatering moesten de daarbij passende financiële sancties worden vastgesteld. Daartoe overwoog het Hof dat de Commissie de oplegging van een dwangsom had gevorderd, maar dat "gelet op de bijzondere kenmerken van de vastgestelde niet-nakoming", het op zijn plaats was na te gaan of de oplegging van een forfaitaire som een passende maatregel zou kunnen zijn. Het EG-Verdrag bepaalde evenwel (in artikel 228(2)) dat het Hof de lidstaat een forfaitaire som of een dwangsom kon opleggen, zodat de vraag rees of cumulatie van deze sancties mogelijk was.
De Deense, Nederlandse en Finse regering en de regering van het Verenigd Koninkrijk, die allen opmerkingen hadden gemaakt in de zaak, waren van mening "dat deze twee maatregelen complementair zijn, daar zij elk voor zich een afschrikkende werking beogen". De Franse, Belgische, Tsjechische, Duitse, Griekse, Spaanse, Ierse, Italiaanse, Cypriotische, Hongaarse, Oostenrijkse, Poolse en Portugese regering waren de tegenovergestelde mening toegedaan.
Het Hof overwoog:

De procedure van artikel 228, lid 2, EG heeft tot doel, een in gebreke gebleven lidstaat ertoe te brengen een niet-nakomingsarrest uit te voeren, en daarmee de effectieve toepassing van het gemeenschapsrecht te verzekeren. De maatregelen waarin deze bepaling voorziet, de forfaitaire som en de dwangsom, dienen beide ditzelfde doel.
Welke van de twee maatregelen wordt toegepast, hangt ervan af welke geschikt is om het nagestreefde doel te bereiken naargelang van de omstandigheden van het geval. De oplegging van een dwangsom lijkt in het bijzonder geschikt om een lidstaat ertoe te brengen, zo snel mogelijk een einde te maken aan een niet-nakoming die zonder die maatregel wellicht zou blijven voortduren, terwijl de oplegging van een forfaitaire som veeleer berust op de beoordeling van de consequenties van de niet-nakoming van de verplichtingen van de betrokken lidstaat voor de particuliere en de publieke belangen, met name wanneer de niet-nakoming is blijven voortbestaan lang na het arrest waarin zij oorspronkelijk is vastgesteld.
Het is derhalve niet uitgesloten, beide typen sancties van artikel 228, lid 2, EG toe te passen, met name wanneer de niet-nakoming zowel lange tijd heeft voortgeduurd als dreigt te blijven voortbestaan.
— rechtsoverwegingen 80 tot en met 82

Het Hof veroordeelde de Franse republiek tot de betaling van een dwangsom van 57 761 250 euro voor elke periode van zes maanden zolang het eerste arrest niet was uitgevoerd, en tot betaling van een forfaitaire som van 20 000 000 euro.

## Relevantie
Uit het arrest Franse Visserij blijkt dat het Hof van Justitie bevoegd is een lidstaat, na te hebben vastgesteld dat die de krachtens een arrest op hem rustende verplichtingen niet is nagekomen, zowel een dwangsom als een forfaitaire som kan opleggen.